# Водний кластер
Водний кластер — сукупність молекул води, з'єднаних між собою за допомогою водневих зв'язків. Існування таких кластерів було передбачено теоретично і виявлено експериментально. Найпростішим прикладом водного кластера є димер води {\displaystyle \mathrm {(H_{2}O)_{2}} }.
Станом на 2006 рік не існувало експериментальних свідчень існування процесу організованого утворення кластерів в чистій воді.